# Nils Nilsson Behm den äldre
Nils Nilsson Behm den äldre, född omkring 1617, mästare 1648 i Linköping, död den 20 januari 1673; guldsmed i Linköping.

## Biografi
Nils Nilsson Behm den äldre blev 1648 guldsmästare i Linköping under ämbete i Norrköping och rådman 1660. Efter Behms död hade änkan Margareta Dyk († 1698) möjligen hand om verkstaden under någon tid innan hon 1675 gifte om sig.
Han begravdes 1673 i Linköpings domkyrka.

## Verk
- Björkebergs kyrka, Östergötland: Vinkanna 1658
- Västra Ryds kyrka, Östergötland: Oblatask 1659
- Västra Ryds kyrka: Vinkanna 1663
- Asks kyrka, Östergötland, bägare 1670
- Kärna kyrka, Östergötland: Oblatask
- Norra Vi kyrka, Östergötland: Brudkrona
- Kulturhistoriska föreningen för södra Sverige, Lund: Skål
- Östergötlands länsmuseum, Skål